# Кашкин, Дмитрий Евгеньевич
Дми́трий Евге́ньевич Кашки́н (21 ноября (2 декабря) 1771 — 4 (16) сентября 1843) — русский поэт, переводчик.

## Биография
Сын крупного чиновника екатерининской эпохи Е. П. Кашкина, родился 21 ноября (2 декабря) 1771 года. Получил хорошее домашнее образование.
В 1777 году был записан в Преображенский полк и с помощью отца быстро продвигался по службе. В 1790 году участвовал в войне со шведами, в 1794 году — в военных действиях в Польше, уже в чине подполковника. В 1798 году был произведён в генерал-майоры и назначен шефом Егерского полка, который в 1799 году направлялся в Европу на соединение с армией А. В. Суворова. Участвовал в Итальянском и Швейцарском походах Суворова, в переходе через Альпы; командор ордена Св. Иоанна Иерусалимского, кавалер ордена Св. Анны 1-й степени (29.10.1799). По болезни (по семейному преданию — из-за трения с начальством) вышел в отставку.
С 14 декабря 1800 — шеф Олонецкого мушкетерского полка, но 30 июля 1801 года был отставлен от службы вследствие ссоры с дивизионным командиром генерал-майором князем Василием Николаевичем Горчаковым (1771-?). Дело разбиралось в особой следственной комиссии при Военной коллегии, Кашкин был признан невиновным, но на службу не вернулся. Широко образованный человек (кроме французского знал немецкий и итальянский языки, «Генриаду» Вольтера помнил наизусть). Кашкин в своем поместье имел большую библиотеку, телескоп, коллекцию монет (в дальнейшем часть её пожертвовал мюнц-кабинету Моcковского университета, театр, где «…крепостные актёры разыгрывали комедии и мелодрамы его сочинения; он сам даже играл роли олимпийских богов…».

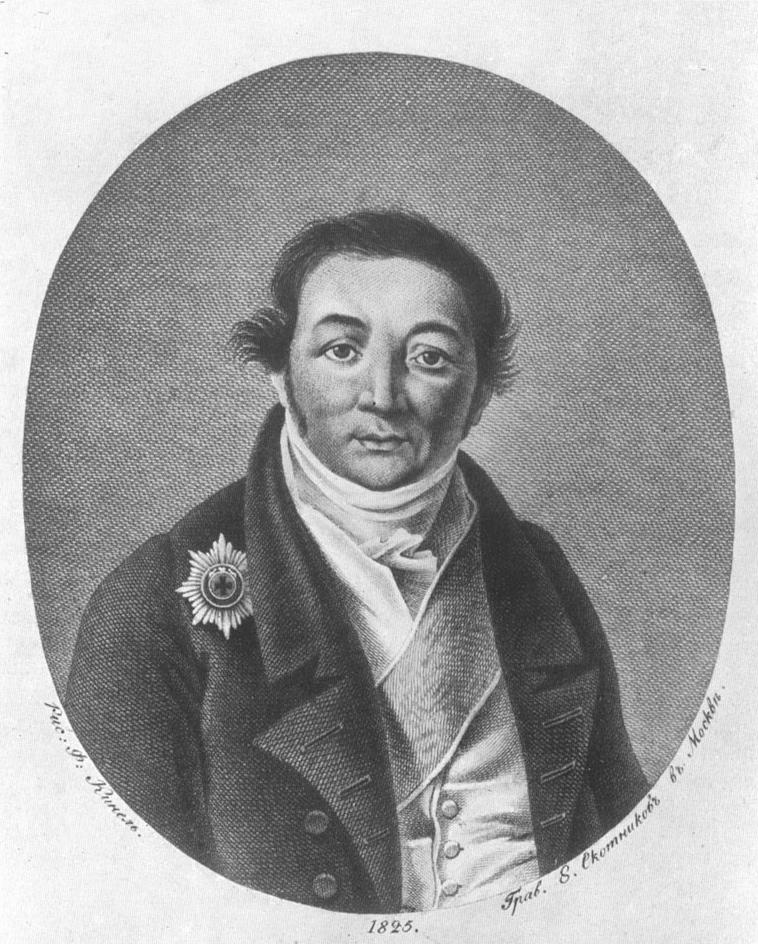
Гравюрный портрет 1825 г.

Начало активной литературной деятельности Кашкина совпало с чередой драматических событий его жизни: он был втянут в многолетнюю разорительную тяжбу, его старший сын за ссору с начальником был посажен в крепость (1821), где сошёл с ума, и всё же был сослан в Тобольск. Жена Кашкина (урождённая Воейкова), сопровождавшая туда сына, на обратном пути была ограблена и убита своими крепостными. В эти годы (1820—1822) под эгидой Библейского общества и лично князя А. Н. Голицына начали издаваться запрещённые книги Ж. М. де Ла Мотт-Гюйон, проповедницы квиетизма, — Кашкин выпустил «Душеспасительные и назидательные христианские поучения в пользу юношества, готовящегося проходить многотрудное поприще жизни. Сочинения госпожи де-ла-Мотт Гюйон. Перевод с французского в селе Бурмасове, ч. 1—2, М., 1821». Выпущенную книгу Кашкин преподнёс императрице Елизавете Алексеевне с особой запиской. Затем Кашкин издал «Блаrочестивые размышления уединённоrо христианина», предварив его «Гимном Богу» (1822), воспевавшим императора и деятельность библейских обществ, и «Хвалу достославным российским героям. Песнь лирическую» (1822).
Кашкин считал себя музыкантом и играл свои музыкальные сочинения на изобретённом им самим инструменте, который в свою честь он назвал «димитарой». Занимался он и медициной: в 1829—1830 годы послал сначала на высочайшее имя, а затем в «Главное медицинское начальство» «отзыв касательно найденных им средств к излечению 13 разных болезней». Родственники к этому времени считали его «выжившим из ума». В московском обществе над его литературными трудами смеялись.
В 1836 году Кашкин издал свою поэму «Александриада». На деньги от продажи своих имений Кашкин издал в 1836 году «Сочинения», в трёх томах. Кроме «Александриады», первый том составили поэмы «Силослав», «Корсары», исторические трагедии «Михаил Тверской» и «Оскольд в Киеве», историческая повесть «Семейство Темириных» и множество мелких стихов, романсов и эпиграмм. Два других тома включили драматические переводы «Британика» и «Гофолию» Ж. Расина, а также произведения драматургов конца XVIII века: К. Делавиня, А. Арно, Л. С. Мерсье. Получив отрицательные отзыв критики на свои произведения и переводы Кашкин прекратил дальнейшие попытки выступить на литературном поприще.
Был женат на Елизавете Ивановне Воейковой (ум. 1827). В 1837 году он женился на молодой купчихе, что вызвало недовольство родных. 
Скончался 4 (16) сентября 1843 года в Мещовском уезде Калужской губернии.